# Rembrandt (inslagkrater)

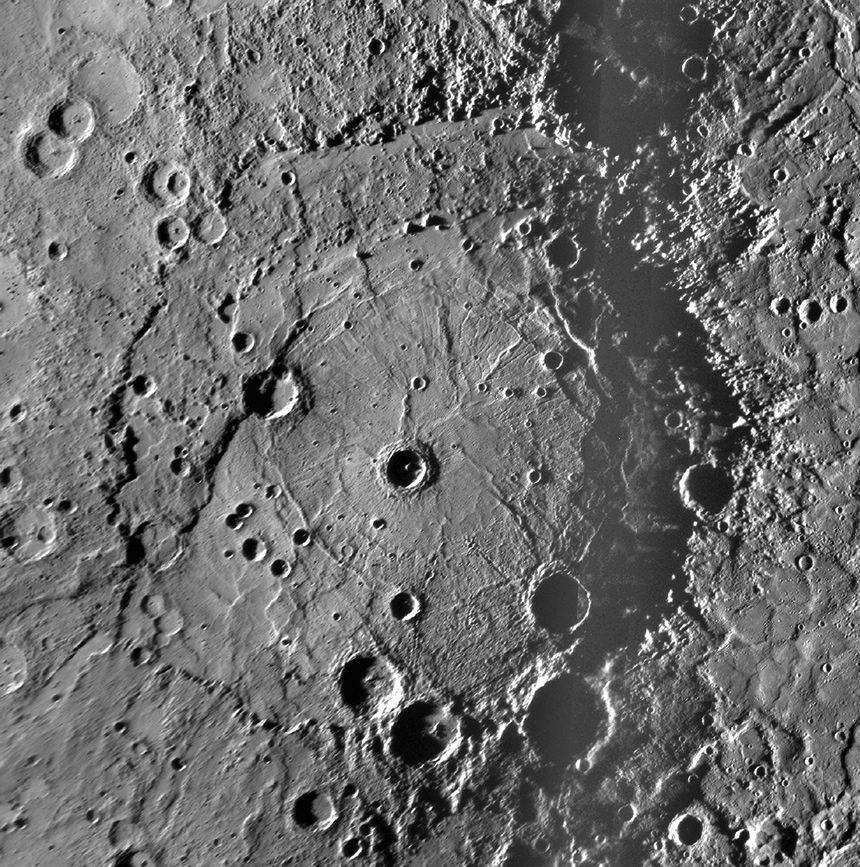
Krater Rembrandt

Rembrandt is een inslagkrater op de planeet Mercurius. Deze krater heeft een diameter van 715 km en werd ontdekt door de MESSENGER sonde tijdens de tweede passage van Mercurius in 2008. De Rembrandtkrater is jonger dan de meeste andere inslagkraters en werd 3,9 miljard jaar geleden gevormd. In tegenstelling tot andere kraters is de ondergrond niet volledig bedekt door latere lavastromen.